# Lleis ponderals
S'anomenen lleis ponderals un conjunt de quatre lleis experimentals obtingudes mitjançant l'anàlisi química gravimètrica dels elements químics que constituïen els composts químics. Basant-se en aquestes lleis, John Dalton va poder establir la seva teoria atòmica.
Tres lleis ponderals foren descobertes a finals del segle xviii i una a principis del segle xix. El descobriment el varen fer quatre químics diferents, de diferents indrets (dos francesos, un anglès i un alemany), gràcies a la utilització sistemàtica de la balança en l'anàlisi química quantitativa de la composició dels composts químics i en l'estudi de les reaccions químiques, així com de la clarificació del que s'havia d'entendre per element químic, aportacions fetes pel químic francès Antoine L. Lavoisier.

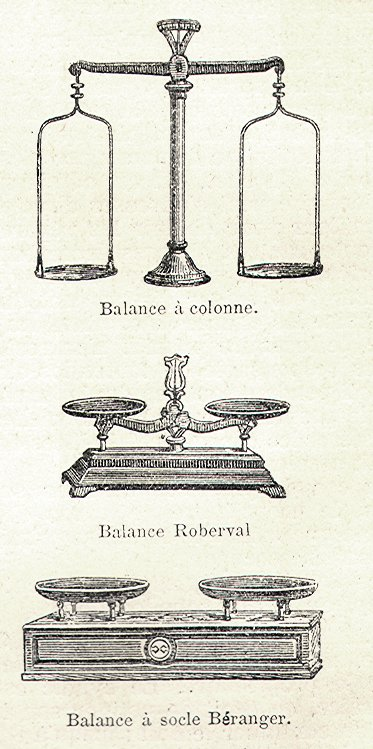
Diferents tipus de balances

## La llei de conservació de la massa, de Lavoisier
Enunciada pel químic francès Antoine L. Lavoisier, gràcies a la introducció de la balança de precisió en el laboratori, representa l'inici de la gravimetria. Diu així:
La massa dels productes d'una reacció química és igual a la massa dels reactius de la reacció.
Aquesta llei és vàlida per a transformacions que intercanviïn amb l'exterior quantitats d'energia relativament petites; en les transformacions en què hi ha un intercanvi significatiu d'energia, per exemple en algunes reaccions nuclears, la llei de conservació de la massa no es compleix. Si un sistema material cedeix energia a l'exterior, la seva massa disminueix d'acord amb la teoria de la relativitat d'Einstein (ΔΕ=Δm·c²). Si el sistema material capta energia de l'exterior, la seva massa augmenta d'acord amb la teoria de la relativitat d'Einstein.

## La llei de les proporcions definides, de Proust
Aquesta llei fou descoberta pel químic francès Joseph Louis Proust entre 1794 i 1804. Diu així:
Si dos o més elements es combinen per formar un determinat compost, ho fan en una relació de masses invariable.

## La llei de les proporcions múltiples, deDalton

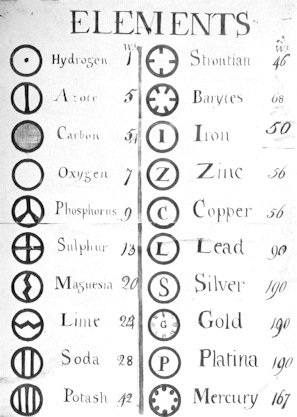
Símbols atòmics de Dalton

Fou descoberta l'any 1803 pel científic anglès John Dalton quan elaborava la seva teoria atòmica basada en les altres lleis ponderals. Diu així:
Les masses d'un mateix element que s'uneix amb una massa fixa d'un altre element per formar en cada cas un compost químic diferent estan en relació de nombres senzills.

## Llei de les proporcions recíproques, de Richter
Aquesta llei es deu al químic alemany Jeremias Benjamin Richter, fundador de l'estequiometria, i diu:
Les masses d'elements diferents que es combinen amb una mateixa massa d'un element donat són les masses relatives d'aquells elements quan es combinen entre si, o bé múltiples o submúltiples d'aquestes masses.